# Arrondissement de Reichenbach

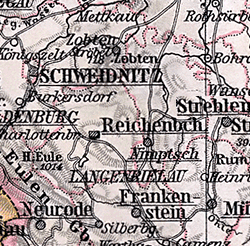
L'arrondissement de Reichenbach (1905)

L'arrondissement de Reichenbach est un arrondissement prussien de Silésie qui existe de 1742 à 1945. Son chef-lieu est la ville de Reichenbach. L'ancien territoire de l'arrondissement se trouve désormais dans la voïvodie de Basse-Silésie en Pologne.

## Histoire
Après la conquête de la majeure partie de la Silésie par la Prusse en 1741, les structures administratives prussiennes sont introduites en Basse-Silésie par arrêté du cabinet royal du 25 novembre 1741. Cela comprend la création de deux chambres de guerre et de domaine à Breslau et Glogau ainsi que leur division en arrondissements et la nomination des administrateurs d'arrondissements le 1er janvier 1742.
Dans la principauté de Schweidnitz, l'une des principautés silésiennes, les quatre arrondissements prussiens de Bolkenhain-Landeshut, Reichenbach, Schweidnitz et Striegau sont formés à partir d'anciens faubourgs silésiens. Conrad von der Heyde est nommé premier administrateur de l'arrondissement de Reichenbach,. L'arrondissement de Reichenbach est subordonné à la Chambre de guerre et de domaine de Breslau jusqu'à ce qu'il soit attribué au district de Reichenbach de la province de Silésie au cours des réformes Stein-Hardenberg en 1815. Après la dissolution du district de Reichenbach, l'arrondissement de Reichenbach est rattaché au district de Breslau le 1er mai 1820.
Le 8 novembre 1919, la province de Silésie est dissoute. La nouvelle province de Basse-Silésie est formée des districts de Breslau et de Liegnitz. Le 15 septembre 1928, l'arrondissement est rebaptisé Reichenbach (monts des Hiboux), conformément au changement de nom du chef-lieu de l'arrondissement. Le 30 septembre 1929, tous les domaines de domaine de l'arrondissement sont dissous et attribués aux communes voisines conformément à l'évolution du reste de l'État libre de Prusse.
Le 1er octobre 1932, une grande partie de l'arrondissement dissous de Nimptsch, y compris la ville de Nimptsch, est incorporée à l'arrondissement,
Le 1er avril 1938, les provinces prussiennes de Basse-Silésie et de Haute-Silésie sont fusionnées pour former la nouvelle province de Silésie. Le 18 janvier 1941, la province de Silésie est à nouveau dissoute et la nouvelle province de Basse-Silésie est formée à partir des districts de Breslau et de Liegnitz.
Au printemps 1945, le territoire de l'arrondissement est occupée par l'Armée rouge. À l'été 1945, le territoire de l'arrondissement est placée sous administration polonaise par la puissance occupante soviétique conformément à l'Accord de Potsdam (de). L'afflux de civils polonais commence alors dans l'arrondissement, dont certains viennent des zones situées à l'Est de la ligne Curzon tombée aux mains de l'Union soviétique. Dans la période qui suit, la majeure partie de la population allemande est expulsée de l'arrondissement.

## Évolution de la démographie
| Année | Habitants | Source |
| ----- | --------- | ------ |
| 1795  | 32 961    | [ 12 ] |
| 1819  | 38 441    | [ 13 ] |
| 1846  | 59 199    | [ 14 ] |
| 1871  | 66 004    | [ 15 ] |
| 1885  | 68 826    | [ 16 ] |
| 1900  | 70 979    | [ 17 ] |
| 1910  | 69 779    | [ 17 ] |
| 1925  | 66 230    | [ 18 ] |
| 1939  | 84 988    | [ 18 ] |

## Administrateurs de l'arrondissement
1742–174700Conrad von der Heyde (de)
1747–175900George Friedrich von Gellhorn (de)
1765–176800George Rudolph von Schindel (de)
1768–179600Hans George von Dresky (de)
1805–182400Christian von Prittwitz-Gaffron
1831–183200Ferdinand zu Stolberg-Wernigerode
1832–183400von Peistel
1834–184800Julius von Prittwitz-Gaffron gen. von Kreckwitz
1848–185500Cäsar Olearius (de)
1855–185600Bruno von Schrötter (de)
1856–189700Cäsar Olearius
1897–190100Hermann von Richthofen
1901–191200Adolf von Seidlitz (de)
1912–193200Friedrich von Degenfeld-Schonburg (de) (DNVP)
1932–193300Günther von Schroeter
1933–194500Walter Hübner (de)

## Constitution communale
Depuis le XIXe siècle, l'arrondissement de Reichenbach est divisé en villes, en communes rurales et en districts de domaine. Avec l'introduction de la loi constitutionnelle prussienne sur les communes du 15 décembre 1933 ainsi que le code communal allemand du 30 janvier 1935, le principe du leader est appliqué au niveau municipal. Une nouvelle constitution d'arrondissement n'est plus créée; Les règlements de l'arrondissement pour les provinces de Prusse-Orientale et Occidentale, de Brandebourg, de Poméranie, de Silésie et de Saxe du 19 mars 1881 restent applicables.

## Communes
L'arrondissement de Reichenbach comprend jusqu'à récemment trois villes et 57 communes,
| - Bad Dirsdorf - Bertholsdorf - Breitental (Schles.) - Dankwitz - Dreißighuben - Endersdorf - Faulbrück - Girlachsdorf - Gleinitz - Gnadenfrei - Groß Ellguth - Groß Jeseritz - Groß Kniegnitz - Groß Wilkau - Guhlau | - Güttmannsdorf - Habendorf - Harthau - Heidersdorf - Hennersdorf - Jordansmühl - Karlsdorf-Weinberg - Kittelau - Klein Ellguth - Klein Kniegnitz - Költschen - Kunsdorf - Langenbielau, ville - Langenöls - Langseifersdorf | - Lauterbach - Lohenstein - Lohetal - Mellendorf - Neudorf (Eule) - Neudorf b. Bad Dirsdorf - Nimptsch, ville - Ober Johnsdorf - Olbersdorf - Panthenau - Peilau (de) - Peiskersdorf - Petersdorf - Petersrode (Schles.) (de) - Peterswaldau (Eulengebirge) | - Pfaffendorf - Poseritz - Quanzendorf - Reichenbach (Eulengebirge), ville - Rudelsdorf - Schlaupitz - Schwentnig - Senitz - Silinghain - Steinkunzendorf (de) - Steinseifersdorf - Thomitz - Trebnig - Wättrisch - Weigelsdorf (Eulengebirge) |

Les incorporations suivantes ont lieu dans l'arrondissement jusqu'en 1938 :
| - Ernsdorf, le 18 décembre 1890 à Reichenbach - Dorotheenthal, le 30 septembre 1928 à Peiskersdorf - Friedrichsgrund, le 30 septembre 1928 à Steinseifersdorf - Friedrichshain, le 30 septembre 1928 à Steinseifersdorf - Gaumitz, le 1er avril 1938 à Nimptsch - Girlachsdorf, partie de Guhlau, le 30 septembre 1928 à Girlachsdorf - Girlachsdorf, partie de Nitschke, le 30 septembre 1928 à Girlachsdorf - Kaschbach, le 30 septembre 1928 à Steinseifersdorf - Kuchendorf, le 1er avril 1938 à Langenseifersdorf - Mittel Faulbrück, le 1er avril 1938 à Faulbrück - Mittel Peilau (de), le 1er avril 1938 à Peilau - Nieder Faulbrück, le 1er avril 1938 à Faulbrück - Nieder Langseifersdorf, le 30 septembre 1928 à Langseifersdorf - Nieder Mittel Peilau (de), le 1er avril 1938 à Peilau | - Nieder Panthenau, le 1er janvier 1934 à Panthenau - Nieder Peilau Schlössel (de), le 1er avril 1938 à Peilau - Ober Faulbrück, le 1er avril 1938 à Faulbrück - Ober Langseifersdorf, le 30 septembre 1928 à Langseifersdorf - Ober Mittel Peilau (de), le 30 septembre 1928 à Gnadenfrei - Ober Panthenau, le 1er janvier 1934 à Panthenau - Ober Peilau I (de), le 30 septembre 1928 à Gnadenfrei - Ober Peilau II (de), le 30 septembre 1928 à Gnadenfrei - Schmiedegrund, le 30 septembre 1928 à Steinseifersdorf - Schobergrund, le 1er avril 1938 à Gnadenfrei - Sehrswaldau, le 30 septembre 1928 à Olbersdorf - Stoschendorf, le 1er avril 1938 à Langseifersdorf |

## Changements de noms de lieux
Dans les années 1920 et 1930, les noms de lieux suivants sont modifiés :
- Mlietsch → Lohetal
- Petrikau → Petersrode (Schles.)
- Pristram → Breitental (Schles.)
- Prschiedrowitz → Silinghain
- Peterswaldau → Peterswaldau (Monts des Hiboux)
- Reichenbach → Reichenbach (Monts des Hiboux)
- Ruschkowitz → Lohenstein

## Lieux de l'arrondissement de Reichenbach dans la fiction
L'intrigue du drame Die Weber (de) de Gerhart Hauptmann se déroule dans les années 1840 dans les villes de Kaschbach, Peterswaldau et Langenbielau.